# Guerreros Unidos
El cártel Guerreros Unidos es una organización criminal que opera en los estados mexicanos de Morelos y Guerrero. El grupo fue formado en el año 2010 a raíz de la desaparición del Cártel de los Beltrán Leyva y una escisión de La Familia Michoacana.

## Antecedentes
Los hermanos Arturo, Carlos, Alfredo y Héctor Beltrán Leyva, narcotraficantes de alto rango, llevaban años trabajando para el Cártel de Sinaloa liderado por Joaquín "El Chapo" Guzmán. En 2008, tras dos años de iniciada la denominada Guerra contra el narcotráfico, Alfredo es detenido y los hermanos Beltrán señalan a El Chapo como la persona que lo entregó a cambio de un trato con el gobierno mexicano. En consecuencia deciden separarse y fundar el Cártel de los Beltrán Leyva liderado por Arturo Beltrán Leyva e inician una disputa de plazas en los estados de Morelos, Guerrero y el Estado de México.
Por otra parte, Édgar Valdez Villarreal―alias La Barbie (basado en la muñeca estadounidense)―, un sicario que trabajaba para Arturo Beltrán, había formado desde 2006 una organización de asesinos a sueldo y narcomenudistas llamada Los Pelones a la cual se integró Cleotilde Toribio Rentería ―alias El Tilde―. Instruido por La Barbie, Rentería comenzó a trabajar para los Beltrán rindiéndoles cuentas sobre las operaciones del cártel en el estado de Guerrero.
El 16 de diciembre de 2009, marinos de la Armada de México abatieron a Arturo Beltrán Leyva en su departamento ubicado en Cuernavaca, Morelos, así como a otros miembros del cártel.
Según una consultoría llevada a cabo en Estados Unidos, la muerte de Arturo Beltrán había sido parte de un acuerdo del entonces presidente de México, Felipe Calderón Hinojosa con el mismo Chapo Guzmán. El gobierno también dio a conocer el nombre del marino que ultimó a Beltrán Leyva. Se trataba de Melquisedec Angulo Córdova, joven que también falleció en el enfrentamiento. El 22 de diciembre, durante el velorio del marino, familiares hablaron de la valentía y del orgullo que tenían por él. Esa misma noche, sicarios irrumpieron en la vivienda para asesinar a la madre, una tía y dos hermanos del occiso.
A raíz de estos eventos, se produjo un fraccionamiento en la organización que terminó con su desaparición, del cual se desprendieron diversos grupos delictivos que irían a pelear las «plazas» que dejaron vacantes los Beltrán Leyva.

## Fundación
Tras la muerte de Arturo Beltrán, Édgar Valdez Villarreal, alias "La Barbie", continuó operando en el centro del país. En 2010 es detenido por elementos de la Policía Federal. Su colaborador, Cleotilde Rentería, alias "El Tilde", funda el cártel La Barredora e intenta ganar la plaza de Acapulco en el estado de Guerrero. Debido a diferencias, la organización se desintegra rápidamente.
Finalmente en 2011, El Tilde funda Guerreros Unidos e inicia una disputa con otros cárteles emergentes del extinto Cártel de los Beltrán Leyva conocidos como el Cartel del Pacífico Sur, La Mano con Ojos y Los Rojos, organizaciones que desaparecieron posteriormente.

## Presencia y liderazgo
Desde 2011, la célula se expandió e inició una sanguinaria guerra interna. Junto con el Cártel del Pacífico Sur (CPS), Guerreros Unidos se convirtió en uno de los cárteles más violentos del país. Además del tráfico de drogas, comenzaron a dedicarse a actividades que incluyen secuestro, extorsión, contrabando, cobro de cuotas, etc.
Guerrero se convirtió en la entidad del país con más homicidios dolosos en 2012, mientras que Morelos es considerado, desde 2013, el estado con mayor número de secuestros por año. Narcomantas, descuartizados y desaparecidos han sido algunas de las características de Guerreros Unidos en ambos estados. Expertos en seguridad de la Universidad Nacional Autónoma de México señalaron también que la mayoría de miembros del cártel tenían de 16 a 24 años de edad.
En 2012 fue detenido en el Distrito Federal Cleotilde Rentería, alias "El Tilde", lo que significó un importante golpe para el cártel, que quedó sin líder. Mario Casarrubias Salgado -alias Sapo Guapo- quedó al frente y extendió la influencia del grupo al estado de México. "Sapo Guapo" era considerado uno de los principales traficantes de droga a Estados Unidos. Se presumía que realizaba los traslados a través de tráileres de fruta y camiones de pasajeros. Además había sido uno de los escoltas de confianza de Arturo Beltrán. Fue capturado en el Estado de México en 2014 y procesado el mismo año.
Durante los siguientes tres meses de la captura de Casarrubias, el lugar lo ocupó Gonzalo Souza Neves hasta que fue arrestado en el estado de Puebla el 10 de julio de 2014. Al momento de su detención, portaba 250 mil dólares, 24 kg de cocaína y tres vehículos. Luego de ello, Benjamín Mondragón tomó el control de algunas plazas de Morelos hasta su muerte en octubre de 2014. Como actual líder de la organización se ha señalado a otro individuo conocido como "El Chucky", cuyo nombre es desconocido y que continúa prófugo hasta el momento. Existe la posibilidad  de que se trate de Arturo Hernández, alias El Chaky, que se desempeñó como parte del brazo armado del Cártel de Juárez en Chihuahua, quien salió de prisión luego de cumplir condena.

## Conflictos sociales

### Desaparición de estudiantes en Ayotzinapa
El 26 de septiembre de 2014, 43 estudiantes normalistas de la Escuela Normal de Ayotzinapa fueron secuestrados y asesinados en la localidad de Iguala (Estado de Guerrero), presuntamente por policías municipales, en conjunto con miembros del cártel
Esa noche el alcalde de Iguala, José Luis Abarca Velázquez, celebraba un evento del DIF junto a su esposa, María de los Ángeles Pineda. Por su parte, los normalistas de la Escuela de Ayotzinapa planeaban tomar un camión para acudir a Ciudad de México a una marcha conmemorativa del 2 de octubre. Para evitar confrontaciones, Abarca envío a la policía municipal a "levantarlos" -aprehenderlos- y, según el informe posterior, a entregarlos a miembros de Guerreros Unidos para que ellos se hicieron cargo.
De acuerdo a la investigación de los hechos, se descubrió un nexo entre el alcalde Abarca con Guerreros Unidos, con quienes había trabajado desde años atrás y que, incluso, le brindaban protección. Abarca habría pactado con el cártel gracias a su esposa María de los Ángeles Pineda. Durante su adolescencia, Pineda vivió en Cuernavaca, Morelos, en donde su madre conoció a Arturo Beltrán Leyva. En el transcurso de la guerra contra el narcotráfico, dos hermanos de Pineda -quienes habían trabajado para los hermanos Beltrán- fueron acribillados y tirados en la Autopista del Sol, mientras que su madre fue arrestada por fuerzas policíacas (aunque liberada después). Por ello, Pineda contactó a algunos conocidos miembros de Guerreros Unidos y pidió protección para ella y su esposo. Se llegó a señalar a María de los Ángeles Pineda como una de las líderes del cártel. Ella y José Luis Abarca fueron capturados el 4 de noviembre de 2014.
El 14 de octubre de 2014 su líder, Benjamín Mondragón, se suicida en Jiutepec (Morelos), según la versión oficial, al sentirse acorralado por la policía. Militares arrestaron a otros miembros del cártel, entre ellos, Jonathan Osorio y Patricio Reyes Landa, quienes confesaron haber asesinado e incinerado a los 43 estudiantes por órdenes del gobierno de Iguala. Hasta 2024, 40 cuerpos no han sido encontrados. A consecuencia de lo sucedido con los estudiantes, el Cártel de Guerreros Unidos empezó a debilitarse debido a la persecución de las autoridades dando golpes decisivos a la organización, prueba de ello es que la mayoría de sus principales miembros han sido muertos, capturados y sentenciados en cortes mexicanas. Se presume, a 2024, que todavía siguen operando en Morelos y Guerrero aunque su célula en Chicago, a donde dirigían la heroína que procesaban en los estados en mención, fue desmantelada por la DEA a finales de 2014, luego de lo sucedido con los estudiantes normalistas.

### Asesinato de Gisela Mota
El viernes 1 de enero de 2016, la periodista  Gisela Mota Ocampo rindió protesta como presidenta municipal de Temixco en Morelos. Menos de 24 horas después, la mañana del 2 de enero, hombres armados irrumpieron en su casa y la asesinaron de un tiro en la cabeza frente a su familia. Durante los días siguientes, se reveló que Mota Ocampo habría hecho un pacto con Guerreros Unidos dotando de armamento al cártel. 
El gobernador del estado, Graco Ramírez, señaló que el crimen había sido ejecutado por miembros del ya desaparecido cártel de "Los Rojos", quienes sostenían una disputa con Guerreros Unidos. 

#### Consecuencias políticas
Como solución a los problemas de violencia e inseguridad, Ramírez propuso establecer el cuerpo policíaco denominado como "Mando Único" para todo el estado de Morelos. Ante esto, el alcalde de Cuernavaca, el exfutbolista Cuauhtémoc Blanco, declaró que no permitiría que esta división tuviera presencia en el municipio ya que la población no confiaba en la medida. Graco Ramírez replicó acusando a Blanco de tener en su equipo de gobierno a políticos asesorados por Guerreros Unidos, teorizando que esa era la verdadera razón por la cual el alcalde rechazaba implementar la propuesta de seguridad.
El 4 de enero, Graco señaló públicamente a Federico Figueroa (hermano del cantante Joan Sebastian) como líder de Guerreros Unidos y lo acusó de estar detrás de Cuauhtémoc Blanco. Figueroa desmentiría la acusación dos días más tarde e incluso se presentó a declarar voluntariamente a la PGR. Sin embargo, no era la primera vez que era señalado. En ocasiones anteriores, su nombre había sido escrito en narcomantas, donde se decía que él conocía el paradero de los 43 estudiantes de Ayotzinapa. En otra ocasión, se tiró una bolsa negra que contenía una cabeza y un mensaje: "Federico Figueroa, Guerreros Unidos, vamos por los demás".